# Bob Jones
Robert Reynolds Jones, Sr. (Condado de Dale, 30 de outubro de 1883 — Greenville, 16 de janeiro de 1968) foi um evangelista estadunidense, pioneiro da radiodifusão religiosa, fundador e primeiro presidente da Universidade Bob Jones.

## Biografia
Robert Reynolds Jones, Sr. foi o décimo primeiro filho de um fazendeiro e veterano do exército confederado. Seus pais morreram quando ele era adolescente. Ele se converteu aos onze anos e começou a pregar em reuniões de reavivamento aos 13. Foi licenciado para pregar aos 15 anos, pela Igreja Metodista, mas deixou a denominação anos depois, acusando-a de liberalismo teológico. Pregou em inúmeras áreas rurais, cidades americanas e campos missionários estrangeiros. A primeira esposa de Jones faleceu devido à tuberculose dez meses após o casamento; se casou novamente com Mary Gaston Stollenwerck, com quem teve um filho.
Na década de 1920, Jones recebeu um doutorado honorário do Muskingum College (United Presbyterian) em Ohio.
Fundou o Bob Jones College em 1927 no Condado de Bay (Flórida), mudando seu campus para Cleveland (Tennessee) em 1933. Em 1946, iniciaram a construção do campus em Greenville (Carolina do Sul), e com seu crescimento, se tornou Bob Jones University (BJU) no ano seguinte. No mesmo ano, Dr. Bob Jones Jr. foi eleito presidente da Universidade.
Dr. Bob Jones faleceu aos 84 anos e foi sepultado no campus da BJU.

## Visões religiosas e políticas
Como uma referência da posição fundamentalista e do conservadorismo, combatente do modernismo, neo-ortodoxia e neo-evangelicalismo, Jones observou que muitos jovens tinham sua fé abalada em instituições de ensino superior. Por isso, iniciou a Universidade para combater o ateísmo na educação e ser um centro de aprendizado cristão.
Pregava que a teoria da evolução era uma abominação, que o papa era o anticristo e o catolicismo uma falsificação satânica. A escravidão, em seu ponto de vista, permitiu que os negros pudessem ser salvos.
Jones era contrário à integração racial nas escolas. Como uma instituição cristã privada de ensino, nenhum afro-americano foi autorizado a se matricular na Universidade Bob Jones. Diante das mudanças em vista no final da década de 1950, inclusive com seu ex-aluno Billy Graham apoiando o fim da segregação, Jones pregou no rádio em 17 de abril de 1960 o sermão Is Segregation Scriptural?, argumentando a partir da Bíblia que a mudança racial devia ser rejeitada e condenada. A palestra foi transcrita e impressa e até a década de 1980 foi a declaração da universidade sobre raça e integração. A Universidade teve que mudar suas posições ao longo dos anos e em 2008 pediu desculpas por seu passado racista.